# Emil Beyer
Emil Beyer (Estat de Nova York, 22 de novembre de 1876 - Rockville Centre, 15 d'octubre de 1934) va ser un gimnasta i atleta estatunidenc que va competir a cavall del segle xix i el segle xx. El 1904 va prendre part en els Jocs Olímpics de Saint Louis, on guanyà la medalla de plata en la prova per equips del programa de gimnàstica, com a membre de l'equip New York Turnverein junt a John Bissinger, Arthur Rosenkampff, Julian Schmitz, Otto Steffen i Max Wolf. També disputà les proves gimnàstiques del concurs complet i triatló, on fou 30è i 34è respectivament; i el triatló del programa d'atletisme, on fou 36è.
El 1897 entrà a l'Acadèmia Militar, però no es va graduar.